# きむらけんじ
きむら けんじ（1948年 - ）は、兵庫県出身の俳人。自由律俳句結社「青穂」同人。現代俳句協会会員。
本名は木村 健治（きむら けんじ）。 後に転勤により神戸市から東京都へ移住。2009年より再び神戸市在住。

## 略歴
長年広告代理店にてコピーライター、CMプランナー（現在はフリー）として広告制作に関わるかたわら句作をする。1999年「鍵無くしている鍵の穴の冷たさ」で第一回尾崎放哉賞受賞を機に、本格的に自由律俳句へ傾倒。2002年「鍵の穴」（文芸社）、2005年「鳩を蹴る」（プラネットジアース）、2009年「昼寝の猫を足でつつく」（牧歌舎）の自由律句集、2013年写俳エッセイ「きょうも世間はややこしい」（象の森書房）、2014年自由律句集「圧倒的自由律・地平線まで三日半」（象の森書房）、2018年写俳エッセイ「あしたも世間はややこしい」(象の森書房),2025年自由律句集「朝起きたら自由律だった」（象の森書房）を発表。2013－2015年口語俳句協会賞奨励賞。2019年口語俳句作品大賞奨励賞他。

## 近年の活動
2007年には、カメラマンとのコラボによる写俳展「自由ほど不自由なものはない」を大阪市都島区の「La Galeria Artelible」において開催。2015年より月間HAIKU　LIFE MAGAZIN 100年俳句計画「自由律俳句計画」選者。第1-3回尾崎放哉賞実行委員長。講演/「自由律と破滅」2019室戸健康大学、2022大阪府民講座。ブログ/「ほぼ週一自由律（2023～）」
その他松山の俳人夏井いつきをはじめ、季語と五七五の定型を守る有季定型の俳句会とも交流があり、自由律俳句の枠にとらわれず活動している。

## 著書
- 『鍵の穴』 文芸社 2002年 ISBN 978-4835537719
- 『鳩を蹴る』 プラネットジアース 2005年 ISBN 978-4893400314
- 『昼寝の猫を足でつつく』 牧歌舎 2009年 ISBN 978-4434131929
- 写俳エッセイ『きょうも世間はややこしい』象の森書房 2013年 ISBN 978-4990509774
- 『圧倒的自由律・地平線まで三日半』象の森書房 2014年 ISBN 978-4990509798
- 写俳エッセイ「あしたも世間はややこしい」象の森書房2018年 ISBN 978-4909541000

＊「朝起きたら自由律だった」象の森書房2025年　ISBN978-909541-17-18